# Antaplaga hachita
Antaplaga hachita är en fjärilsart som beskrevs av Barnes 1904. Antaplaga hachita ingår i släktet Antaplaga och familjen nattflyn. Inga underarter finns listade i Catalogue of Life.